# Princeton Theological Seminary
Das Princeton Theological Seminary (PTS) ist ein Theologisches Seminar in Princeton (New Jersey) und das größte der Ten Seminaries, die zur Presbyterian Church (USA) gehören. Es ist das zweitälteste Seminar in den Vereinigten Staaten. 1812 wurde es unter der Schirmherrschaft von Archibald Alexander, unter der Zusammenarbeit der General Assembly der Presbyterian Church mit dem College of New Jersey (Princeton University) gegründet.
Heute hat das Seminar etwa 500 Studenten. Nur etwa 40 % der Studenten sind Kandidaten für den Dienst in der Presbyterian Church, während die Mehrheit entweder anderen Konfessionen angehört, eine akademische Laufbahn einschlägt, oder auch nicht-theologische Berufe wählt. Das Seminar unterhält akademische Partnerschaften mit der Princeton University, dem Westminster Choir College der Rider University, dem New Brunswick Theological Seminary, dem Jewish Theological Seminary of America und der School of Social Work at Rutgers University. Außerdem besteht eine Beziehung zum Center of Theological Inquiry.

## Geschichte

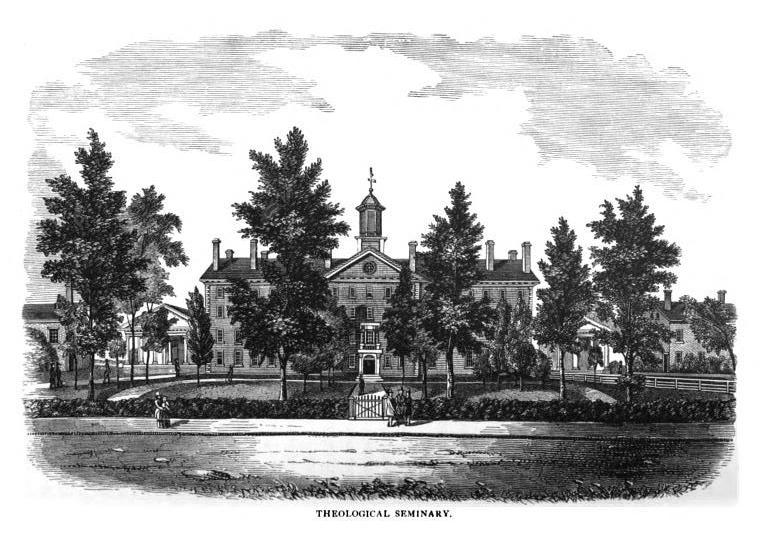
Princeton Seminary um 1800

Der Plan ein theologisches Seminar in Princeton einzurichten, entstand aus der Entwicklung und dem Fortschritt des theologischen Curriculums. Dabei war das Ziel, eine Graduiertenschule für Theologie zu gründen. Von Seiten des College of New Jersey, der späteren Princeton University, wurde der Plan enthusiastisch aufgenommen, da es den Verantwortlichen bereits klar geworden war, dass ein spezialisiertes Training in Theologie mehr Betreuung benötigte, als man am College geben konnte. Die General Assembly of the Presbyterian Church gründete daher 1812 The Theological Seminary at Princeton mit Unterstützung der Direktoren des nahe gelegenen College of New Jersey. Das Seminar wurde die zweite Graduiertenschule für Theologen in den Vereinigten Staaten. Bis heute ist das Seminar eine Institution der Presbyterian Church und das größte der zehn theologischen Seminare.
1812 hatte das Seminar drei Studenten und den Reverend Archibald Alexander als ersten Professor. 1815 war die Zahl der Studenten bereits gestiegen und man begann das Gebäude zu errichten: Alexander Hall wurde von John McComb, Jr., einem New Yorker Architekten, entworfen und 1817 eröffnet. 1827 wurde ein Kuppelsaal angebaut, der jedoch 1913 abbrannte und 1926 ersetzt wurde. Bis 1893 hieß das Gebäude schlicht „Seminary“, erst dann wurde es in Alexander Hall umbenannt. Seit seiner Gründung haben am Princeton Seminary ca. 14.000 Männer und Frauen graduiert, die in den unterschiedlichsten Bereichen in der kirchlichen Arbeit eingesetzt wurden.
Berühmt wurde das Seminar im 19. und frühen 20. Jahrhundert für seine Verteidigung des calvinistischen Presbyterianismus, eine Tradition, die als Princeton Theology bekannt wurde und einen großen Einfluss auf die evangelikale Bewegung dieser Zeit hatte. Zu den bekannten Vertretern dieser Richtung gehörten Charles Hodge, B. B. Warfield, J. Gresham Machen und Geerhardus Vos. Als die Liberale Theologie in den 1920ern und die Kontroverse zwischen Fundamentalismus und Modernismus in der Schule stärkeren Einfluss gewannen, gründeten einige Theologen unter der Führung von J. Gresham Machen  das Westminster Theological Seminary in Glenside, Pennsylvania. In den 1920ern und 1930 war das Seminar ein Zentrum der fundamentalistisch-modernistischen Kontroverse. 1929 wurde das Seminar nach modernistischen Gesichtspunkten umstrukturiert
1958 ging das Princeton Seminary an die United Presbyterian Church in the U.S.A. über, nachdem die Presbyterian Church in the U.S.A. und die United Presbyterian Church of North America sich vereinigt hatten und 1983 erfolgte ein weiterer Zusammenschluss mit der Presbyterian Church in the U.S. Heute heißt die Kirche, die das Seminar trägt, Presbyterian Church (U.S.A.)

## Abschlüsse
Am Seminary können die Abschlüsse Master of Divinity, M.Div. und Master of Arts, M.A. sowie der Doctor of Philosophy erworben werden. Eine Doppelqualifikation M.Div./M.A. in Christian Education ist ausgerichtet auf die Arbeit mit Kindern und Jugendlichen sowie religiöse Fortbildung und geistliche Entwicklung.

## Einrichtungen

### Bibliotheken
Die Princeton Seminary Library verfügt über mehr als 1.252.503 Bücher, Traktate und Mikrofilme. Die Bibliothek ist bekannt unter anderem, weil dort die Karl Barth Research Collection im Center for Barth Studies aufbewahrt wird. Sie erhält mehr als 2.000 Zeitschriften. Es gibt mehrere Bibliotheksabteilungen:
- Princeton Theological Seminary Library ("The New Library"), eröffnet 2013, mit dem Großteil der Sammlung. Dort befindet sich auch das Center for Barth Studies, der Reigner Reading Room,[10] und Spezialsammlungen wie die Abraham Kuyper-Collection des Dutch Reformed Protestantism sowie persönliche bibliotheken von Theologen wie Ashbel Green, William Buell Sprague, Joseph Addison Alexander, Alexander Balloch Grosart, William Henry Green, Samuel Miller, B. B. Warfield.[11]
- Speer Library, eröffnet 1957 und benannt nach dem Missionarischen Staatsmann Robert E. Speer. Diese Bibliothek wurde 2010 geschlossen und durch das neue Gebäude ersetzt.
- Henry Luce III Library, eröffnet 1994 und benannt nach Henry Luce III mit 350.000 Bänden. Diese Bibliothek wurde 2013 zu Renovierungsarbeiten geschlossen.

### Miller Chapel

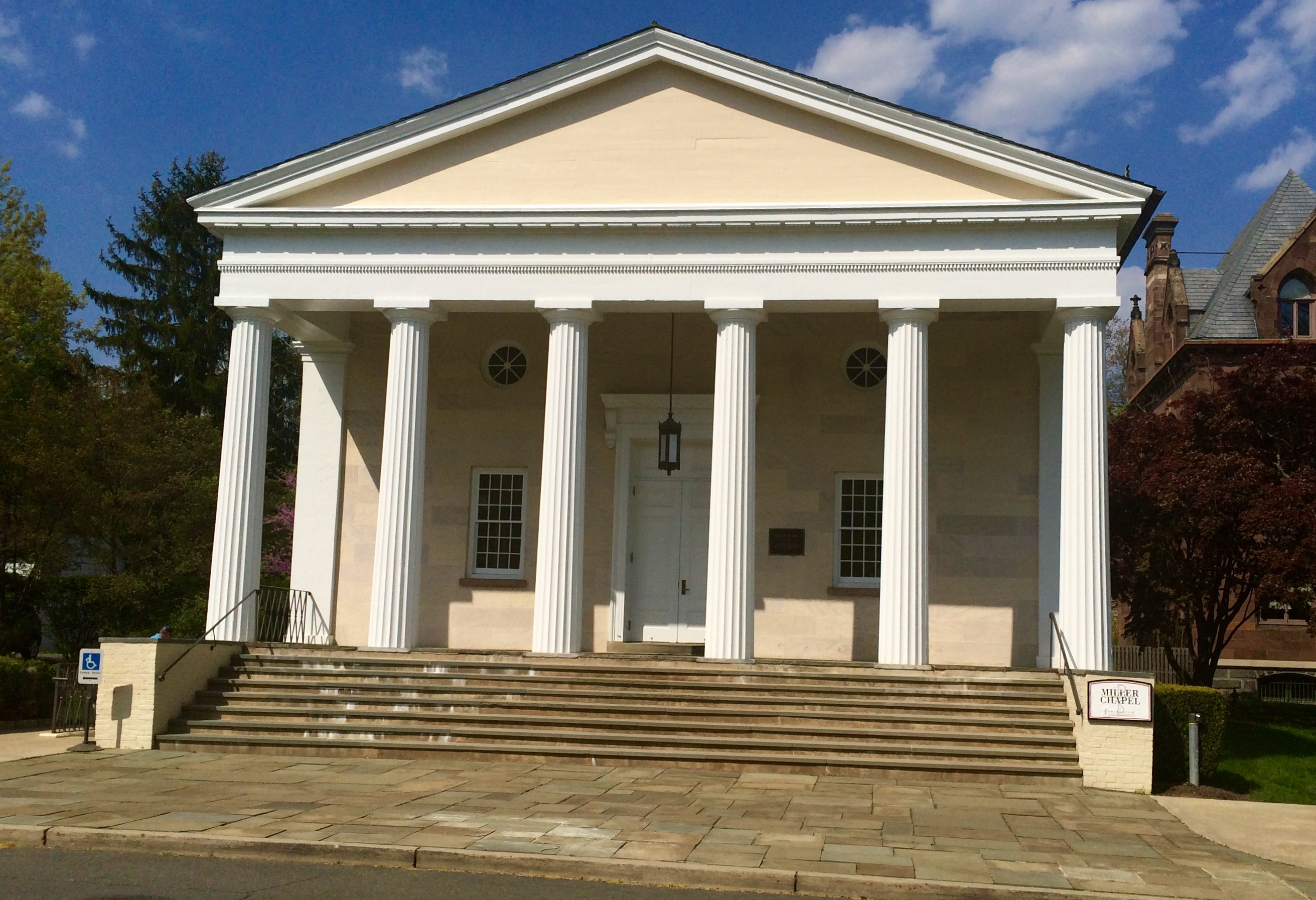
Miller Chapel

Die Miller Chapel wurde 1834 errichtet und wurde zu Ehren von Samuel Miller benannt. Miller war der zweite Professor am Seminar gewesen. Das Gebäude wurde im Greek Revival-Stil von Charles Steadman konzipiert, der auch die nahegelegene Nassau Presbyterian Church gestaltet hatte. Die Kapelle befand sich ursprünglich neben der Alexander Hall, wurde aber 1933 ins Zentrum des Campus verlegt. Miller Chapel wurde 2000 grundlegend renoviert und die Joe R. Engle-Orgel eingebaut.

### Navigating the Waters
Seit 2011 gibt es das Programm „Navigating the Waters“ zur Stärkung interkultureller Fähigkeiten. Dieses Programm wird gemeinsam vom Princeton Theological Seminary’s Office of Multicultural Relations und dem The Kaleidoscope Institute gestaltet.

## Forschung

### Center for Barth Studies
Das Center for Barth Studies wurde 1997 eingerichtet und wird von einer Arbeitsgruppe des Seminars betrieben. Das Center veranstaltet Konferenzen, gibt Unterstützung für Forschungsarbeiten, Diskussionsgruppen und Publikationen um die Theologie von Karl Barth (1886–1968) zu fördern. Die Karl Barth Research Collection ist Teil dieser Bemühungen. Es verfügt über viele wichtige Werke von und über Karl Barth sowie ein Manuskript und bemüht sich fortlaufend, weitere Materialien zu erwerben.

### Abraham Kuyper Center for Public Theology
Das Abraham Kuyper Center for Public Theology besteht aus der Abraham Kuyper Collection of Dutch Reformed Protestantism in der Sammlung der Bibliothek. Der Schwerpunkt liegt auf den Spielarten der Niederländisch-reformierten Theologie seit dem 19. Jahrhundert und verfügt auf einer ansehnlichen Sammlung von Primär- und Sekundär-Quellen von und über Abraham Kuyper. Das Center unterhält in Partnerschaft mit der Vrije Universiteit Amsterdam eine Online-Forschungsplattform: www.kuyperresearch.org. Außerdem vergibt es jährlich den Abraham Kuyper Prize for Excellence in Reformed Theology and Public Life und veranstaltet im Anschluss daran die Abraham Kuyper Consultation.

### Center of Theological Inquiry
1978 wurde das Center of Theological Inquiry als unabhängiges ökumenisches Institut für theologische Studien gegründet. Das Center ist heute komplett selbstständig, unterhält jedoch enge Beziehungen zum Princeton Theological Seminary. Direktoren sind derzeit William Storrar und Robin Lovin.

### Journals
Das Seminar veröffentlicht die Zeitschriften Theology Today, Koinonia Journal und Princeton Theological Review.

### Seminary Lectureships
- Abraham Kuyper Lecture and Prize, (April).
- The Alexander Thompson Lecture, zweijährlich (März).
- The Frederick Neumann Memorial Lecture, zweijährlich (November).
- Dr. Geddes W. Hanson Lecture, zweijährlich, (Herbstsemester).
- Dr. Martin Luther King Jr. Lecture, (Februar).
- Dr. Sang Hyun Lee Lecture, zweijährlich, (Frühlingssemester).
- The Donald Macleod/Short Hills Community Congregational Church Preaching Lectureship, zweijährlich, (Herbstsemester).
- Toyohiko Kagawa, Japanese Evangelist and Social Worker; dreijährlich (Frühlingssemester).
- Students' Lectureship on Missions, zweijährlich, (Herbstsemester).
- The Princeton Lectures on Youth, Church, and Culture, (April).
- The Levi P. Stone Lectures, zweijährlich seit 1871 (Oktober). Zu den Vortragenden gehörten Abraham Kuyper (1898) und Nicholas Wolterstorff.
- Students' Lectureship on Missions, (Oktober).
- The Annie Kinkead Warfield Lectures, zweijährlich (März). Zu den Vortragenden zählten Karl Barth (1962), John Howard Yoder (1980), T. F. Torrance (1981) und Colin Gunton (1993).
- Women in Church and Ministry Lecture (Februar).

### Frederick Buechner Prize
Seit 2015 wird zu Ehren von Frederick Buechner der Buechner Prize for Writing vergeben. Buechners Buch Telling the Truth wurde Studenten anlässlich der Graduation verschenkt.

## Persönlichkeiten

### Principals und Präsidenten
Bevor 1902 das Amt des Präsidenten geschaffen wurde, wurde das Seminar vom Principal geleitet.
| Principals - Archibald Alexander (1812–1850) - Charles Hodge (1851–1878) - Archibald Alexander Hodge (1878–1886) - Benjamin Breckinridge Warfield (1887–1902) Präsidenten - Francis Landey Patton (1902–1913) - J. Ross Stevenson (1914–1936) - John A. Mackay (1936–1959) - James I. McCord (1959–1983) - Thomas W. Gillespie (1983–2004) - Iain R. Torrance (2004–2012) - M. Craig Barnes (2013–) | Bekannte Professoren - Diogenes Allen - Bernard W. Anderson - Emil Brunner - Donald Eric Capps - James H. Charlesworth - Kenda Creasy Dean - F. W. Dobbs-Allsopp - Karlfried Froehlich - Freda Gardner - Henry Snyder Gehman - Gordon Graham - George Hendry - John Hick - Archibald Alexander Hodge - Charles Hodge - Elmer G. Homrighausen - Josef Hromádka - George Hunsinger - James Franklin Kay - Cleophus LaRue - Paul Lehmann - L. Gordon Graham - J. Gresham Machen | - Bruce L. McCormack - Elsie A. McKee - Bruce Metzger - Patrick D. Miller - Samuel Miller - James Moorhead - Thomas C. Oden - Richard Osmer - Otto Piper - Hanna Reichel - Luis N. Rivera-Pagán - J.J.M. Roberts - Paul Rorem - Katharine Doob Sakenfeld - C. L. Seow - Richard Shaull - Mark S. Smith - Max L. Stackhouse - Loren Stuckenbruck - Mark Lewis Taylor - Wentzel van Huyssteen - Geerhardus Vos - Benjamin Breckinridge Warfield - Robert Dick Wilson |

Siehe auch: Kategorie:Hochschullehrer (Princeton Theological Seminary)

### Alumni
| - James Waddel Alexander, 1823 - William Patterson Alexander, Missionar auf Hawaii - Oswald Thompson Allis, 1905 - Rubem Alves, 1968 - Gleason Leonard Archer, 1945 - Howard Baskerville - Albert Barnes, 1823 - Louis Berkhof, 1904 - Loraine Boettner, 1929 - Greg Boyd, 1987 - James Montgomery Boice, 1963 - William Whiting Borden - Robert Jefferson Breckinridge senior, 1832 - Dave Brat, 1990, Professor am Randolph-Macon College und Politiker - G. Thompson Brown, 1950, Missionar, Gründer der Honam Theological Academy (Honam Theological University & Seminary). - Anna Carter Florence, 2000 - Shane Claiborne - Hunter Corbett, Missionar in Yantai, Shandong China - Jack Cottrell - John Finley Crowe, 1815, Gründer des Hanover College - Michael Simpson Culbertson, 1844, Missionar in China - Kathy Dawson, Associate Professor of Christian Education, Director of M.A.P.T. Program (Columbia Theological Seminary). - William A. Dembski, Philosoph, Mathematiker und Verfechter des Intelligent Design, 1995 - John H. Eastwood, 1941, Chaplain des United States Air Force Chaplain Corps - Sherwood Eddy, 1896, Missionar in Indien, YMCA-Führer, Schriftsteller - Bart D. Ehrman, 1985 - George Forell - David Otis Fuller - Robert A. J. Gagnon, 1993 - George Washington Gale, 1819, Gründer des Knox College - Jim Garlow, Pastor der Skyline Church - James Leo Garrett Jr., 1949 - Thomas W. Gillespie, 1954 - William H. Gray, 1970 - William Henry Green, 1846 - Francis James Grimké, 1878, African American Presbyterian pastor, Mitbegründer des NAACP - Phineas Densmore Gurley, Abraham Lincolns Pastor - Han Kyung-chik, 1929, Gründer der Young Nak Presbyterian Church, Gewinner des Templeton Prize - John Will Harris, Gründer der Interamerican University of Puerto Rico - Charles Hodge, 1819 - Elmer George Homrighausen, 1924 - William Imbrie, Missionar in Japan - Thornwell Jacobs, 1899, Gründer der Oglethorpe University - Sheldon Jackson, 1858, Missionar in den Western United States (Alaska) - Richard A. Jensen, 1962 - Elizabeth Johnson, J. Davison Philips Professor of New Testament at Columbia Theological Seminary | - Toyohiko Kagawa, 1916 - Kimberly Bracken Long, 1990, presbyterianische Pastorin, Associate Professor am Columbia Theological Seminary - Elijah Parish Lovejoy, 1834, erster Amerikanischer Märtyrer für Pressefreiheit, presbyterianischer Pastor, Herausgeber einer abolitionistischen Zeitschrift in Alton - Clarence E. Macartney, 1905 - John Gresham Machen, 1905, Gründer des Westminster Theological Seminary - George Leslie Mackay, Missionar in Taiwan - John Maclean, Jr., 1818, Präsident der Princeton University - Allan MacRae, 1927, Gründer des Faith Theological Seminary und des Biblical Theological Seminary - Basil Manly, 1847 - David McKinney - Bruce Metzger, 1938 - Samuel H. Moffett, 1942, Missionar - John Monteith, 1816, erster Präsident der University of Michigan - Frederick Augustus Muhlenberg, 1839 - John Murray - John Williamson Nevin, 1826 - John Livingstone Nevius, Missionar in China - Kathleen M. O’Connor - Francis Landey Patton, 1865 - Paulos, Patriarch der Äthiopisch-Orthodoxen Tewahedo-Kirche - Bradley Phillips, 1849, Mitglied der Wisconsin State Assembly - William Swan Plumer, 1826 - James Reeb, 1953, Bürgerrechtsaktivist, 1965 ermordet - George S. Rentz, 1909; United States Navy Chaplain Corps-Chaplain (1./2. Weltkrieg) - Jana Riess, 1994 - Jay W. Richards - Stanley P. Saunders, 1990 - Samuel Simon Schmucker, 1820 - Louis P. Sheldon, 1960 - Robert B. Sloan, 1973 - DeForest Soaries - William Buell Sprague, 1819 - Ned Stonehouse, 1927 - Loren Stuckenbruck - Lorna Taylor - Charles Templeton - Timothy Tennent, 1991 - Mark L. Tidd, United States Navy Admiral, 25th Chief of Chaplains - Henry van Dyke, 1874 - Cornelius Van Til, 1924 - Geerhardus Vos, 1885 - Benjamin Breckinridge Warfield, 1876 - Neil Clark Warren - Victor Paul Wierwille |